# Afega
Afega – miejscowość w Samoa, na wyspie Upolu. Według danych szacunkowych na rok 2009 liczy 1789 mieszkańców.